# Lesley-Ann Brandt
Lesley-Ann Brandt (Città del Capo, 2 dicembre 1981) è un'attrice sudafricana naturalizzata neozelandese.

## Biografia
Nata in Sud Africa nel 1981, la Brandt emigrò nel 1999 ad Auckland, con i genitori e il fratello minore.
Dal 2010 al 2011 ha interpretato Naevia nella prima stagione della serie televisiva Spartacus e nella miniserie Spartacus - Gli dei dell'arena, in seguito sostituita nella parte, per le due stagioni successive, da Cynthia Addai-Robinson. Dal 2016 al 2021 interpreta Mazikeen Smith nella serie televisiva Lucifer.

## Filmografia

### Cinema
- The Hopes & Dreams of Gazza Snell, regia di Brendan Donovan (2010)
- InSight, regia di Richard Gabai (2011)
- Duke, regia di Anthony Gaudioso (2011)
- A Beautiful Soul, regia di Jeffrey W. Byrd (2012)
- Drift - Cavalca l'onda (Drift), regia di Morgan O'Neill e Ben Nott (2013)
- Killing Winston Jones, regia di Joel David Moore (2013)
- Painkillers, regia di Peter Winther (2015)
- Heartlock, regia di Jon Kauffman (2019)

### Televisione
- Shortland Street – serial TV, puntata 16x178 (2007)
- Diplomatic Immunity – serie TV, 13 episodi (2009)
- Spartacus – serie TV, 11 episodi (2010)
- La spada della verità (Legend of the Seeker) – serie TV, episodio 2x22 (2010)
- This Is Not My Life – serie TV, episodi 1x07-1x10 (2010)
- Spartacus - Gli dei dell'arena (Spartacus: Gods of the Arena) – miniserie TV, 6 puntate (2011)
- Chuck – serie TV, episodio 4x14 (2011)
- CSI: NY – serie TV, episodi 7x14-7x19 (2011)
- Memphis Beat – serie TV, episodio 2x05 (2011)
- Zombie Apocalypse, regia di Nick Lyon – film TV (2011)
- Being Mary Jane – serie TV, episodio 1x02 (2014)
- Killer Women – serie TV, episodio 1x05 (2014)
- The Librarians – serie TV, 5 episodi (2014-2015)
- Gotham – serie TV, episodio 1x10 (2014)
- Lucifer – serie TV, 93 episodi (2016-2021)
- The Walking Dead: The Ones Who Live, regia di Bert e Bertie, Michael Slovis e Michael E. Satrazemis – miniserie TV, 3 puntate (2024)

## Doppiatrici italiane
Nelle versioni in italiano delle opere in cui ha recitato, Lesley-Ann Brandt è stata doppiata da:
- Sabrina Duranti in Gotham, Lucifer, Chuck
- Francesca Fiorentini in Spartacus, Spartacus - Gli dei dell'arena, The Walking Dead: The Ones Who Live
- Irene Di Valmo in CSI: NY
- Marta Altinier in Zombie Apocalypse
- Valentina Favazza in Drift - Cavalca l'onda
- Daniela Calò in The Librarians